# 伏地蓼
伏地蓼（学名：Polygonum arenastrum）为蓼科蓼属下的一个种。

## 扩展阅读
- 維基物種上的相關：伏地蓼